# Cycas media
Cycas media — вид голонасінних рослин класу саговникоподібні (Cycadopsida).

## Опис
Стебла деревовиді, 3(6) м заввишки, 10–18 см діаметром у вузькому місці. Листки яскраво-зелені або темно-зелені, дуже глянцеві або напівглянсові, довжиною 90–230 см. Пилкові шишки яйцеподібні, помаранчеві, довжиною 15–25 см, 8–15 см діаметром. Мегаспорофіли 20–37 см завдовжки, сіро-повстяні або коричнево-повстяні. Насіння плоске, яйцювате, 31–38 мм завдовжки, 26–32 мм завширшки; саркотеста оранжево-коричнева, товщиною 3–4 мм.

## Поширення, екологія
Країни поширення: Австралія (Квінсленд). Росте на висотах від рівня моря до 860 м. Цей вид зустрічається у високих евкаліптових лісах або серед чагарників. Ґрунти змінюються від пісків до гравію і суглинків.

## Використання
Використовувався як їжа аборигенами Австралії, а стебла збирають на комерційній основі для крохмалю.

## Загрози та охорона
У деяких районах, очищення, щоб звільнити місце для пасовищ великої рогатої худоби, зробило негативний вплив на середовище проживання. Цей вид записаний з охоронних територій в регіоні.